# Chołodna Bałka Makiejewka
Chołodna Bałka Makiejewka (ukr. Футбольний клуб «Холодна Балка» Макіївка, Futbolnyj Kłub "Chołodna Bałka" Makijiwka) – ukraiński klub piłkarski z siedzibą w Makiejewce, w obwodzie donieckim.
W latach 1972–1973 występował w rozgrywkach radzieckiej Drugiej Ligi (1 strefa) Mistrzostw ZSRR.

## Historia
Chronologia nazw:
- 1968: Chołodna Bałka Makiejewka (ukr. «Холодна Балка» Макіївка)
- 1972: Szachtar Makiejewka (ukr. «Шахтар» Макіївка)
- 1975: Hirnyk Makiejewka (ukr. «Гірник» Макіївка)
- 1986: Chołodna Bałka Makiejewka (ukr. «Холодна Балка» Макіївка)
- 1994: klub rozwiązano

W latach 60. XX wieku w Makiejewce założono drużynę piłkarską Chołodna Bałka, która reprezentowała kopalnię węgla o tej samej nazwie, wchodzącej w skład Spółki Węglowej "Makijiwwuhilla". Zespół startował w rozgrywkach mistrzostw obwodu donieckiego. W 1968 został mistrzem obwodu donieckiego, a w 1969 debiutował w rozgrywkach Pucharu Ukraińskiej SRR spośród zespołów amatorskich. W rozgrywkach Pucharu startowało 16 118 zespołów. Szachtar Makiejewka dotarł do finału, w którym pokonał 1:0 Sokił Lwów. Również w 1969 roku zespół startował w Mistrzostwach Ukraińskiej SRR spośród zespołów amatorskich, w której występował w kolejnych latach, zdobywając tytuł mistrza w 1971 roku. W 1972 pod nazwą Szachtar debiutował w strefie 1 Drugiej Ligi Mistrzostw ZSRR, gdzie walczyła w rozgrywkach przez dwa sezony. Potem występował w rozgrywkach lokalnych. W 1975 zmienił nazwę na Hirnyk, a w 1986 wrócił do nazwy Chołodna Bałka.
Po rozpadzie ZSRR Ukraina założyła własną federację piłkarską i zaczęła prowadzić własne mistrzostwa piłkarskie. W sezonie 1993/94 roku występował w rozgrywkach Amatorskiej ligi Ukrainy, gdzie zajął 11. miejsce (z 15) w swojej grupie. Po kilku latach, klub w końcu zniknął z mapy piłkarskiej Ukrainy.

## Sukcesy
- 12. miejsce w Drugiej Lidze ZSRR, strefie 1: 1972
- mistrz Ukraińskiej SRR spośród zespołów amatorskich: 1971
- zdobywca Pucharu Ukraińskiej SRR spośród zespołów amatorskich: 1969
- mistrz obwodu donieckiego: 1968
- zdobywca Pucharu obwodu donieckiego (3x): 1969, 1970

## Inne
- Kiroweć Makiejewka
- Makijiwwuhilla Makiejewka
- Szachtar Makiejewka